# 批發

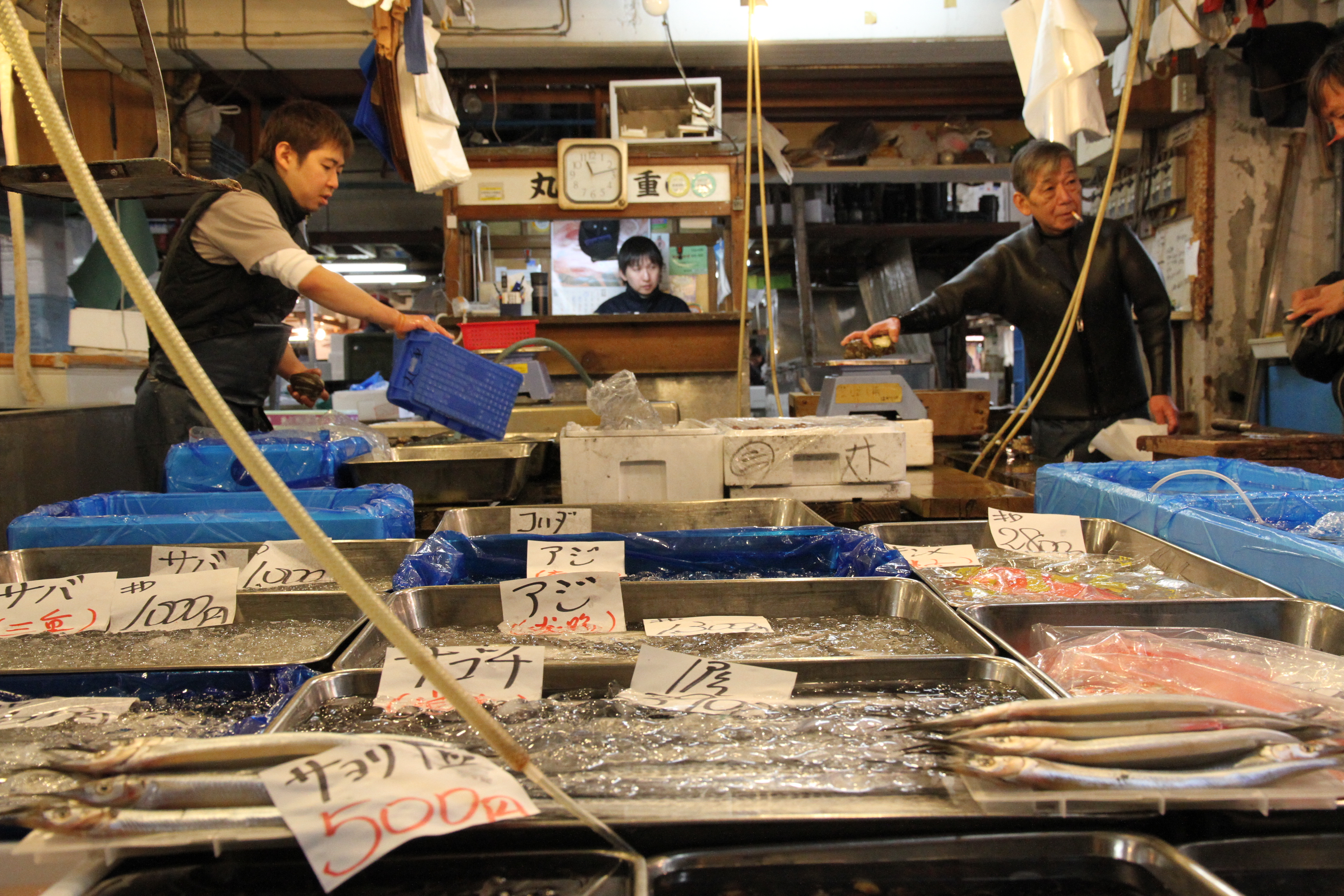
日本築地市場內的中盤商家一景。

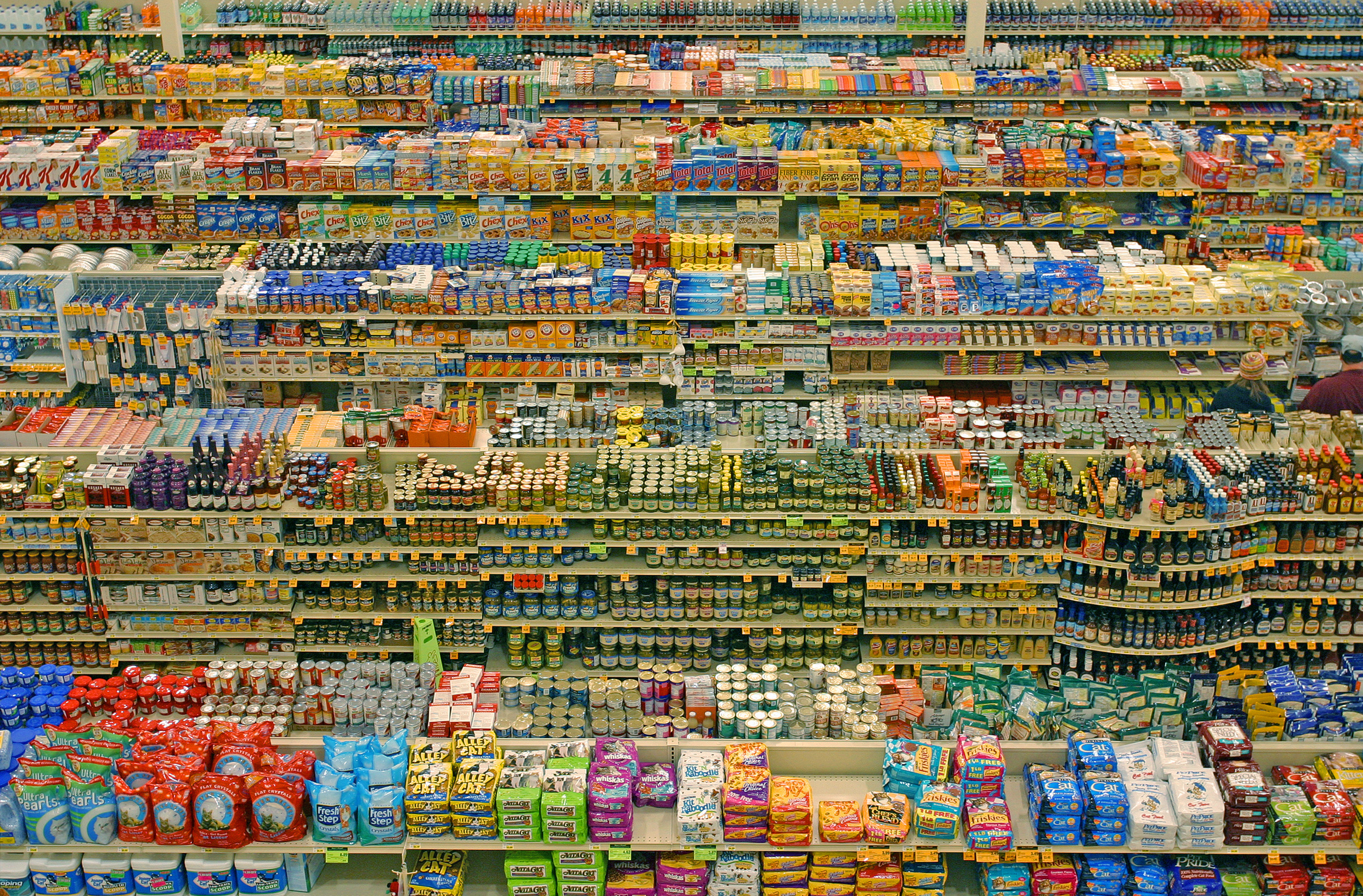
美國連鎖量販店弗雷德邁爾位於波特蘭的一家門市。貨架上可見商品以大份量包裝出售，此為量販店的特色之一。

批發是商品供應鏈中在生產者（包含初級生產與工業生產）與零售者之間從事銷售的行為的人，為貿易專業分工之下的產物。與零售最大的不同在於商品銷售的數量。為從事批發的業者稱為批發商，中文俗稱為「盤商」，來自於「盤貨」一詞。

## 概述

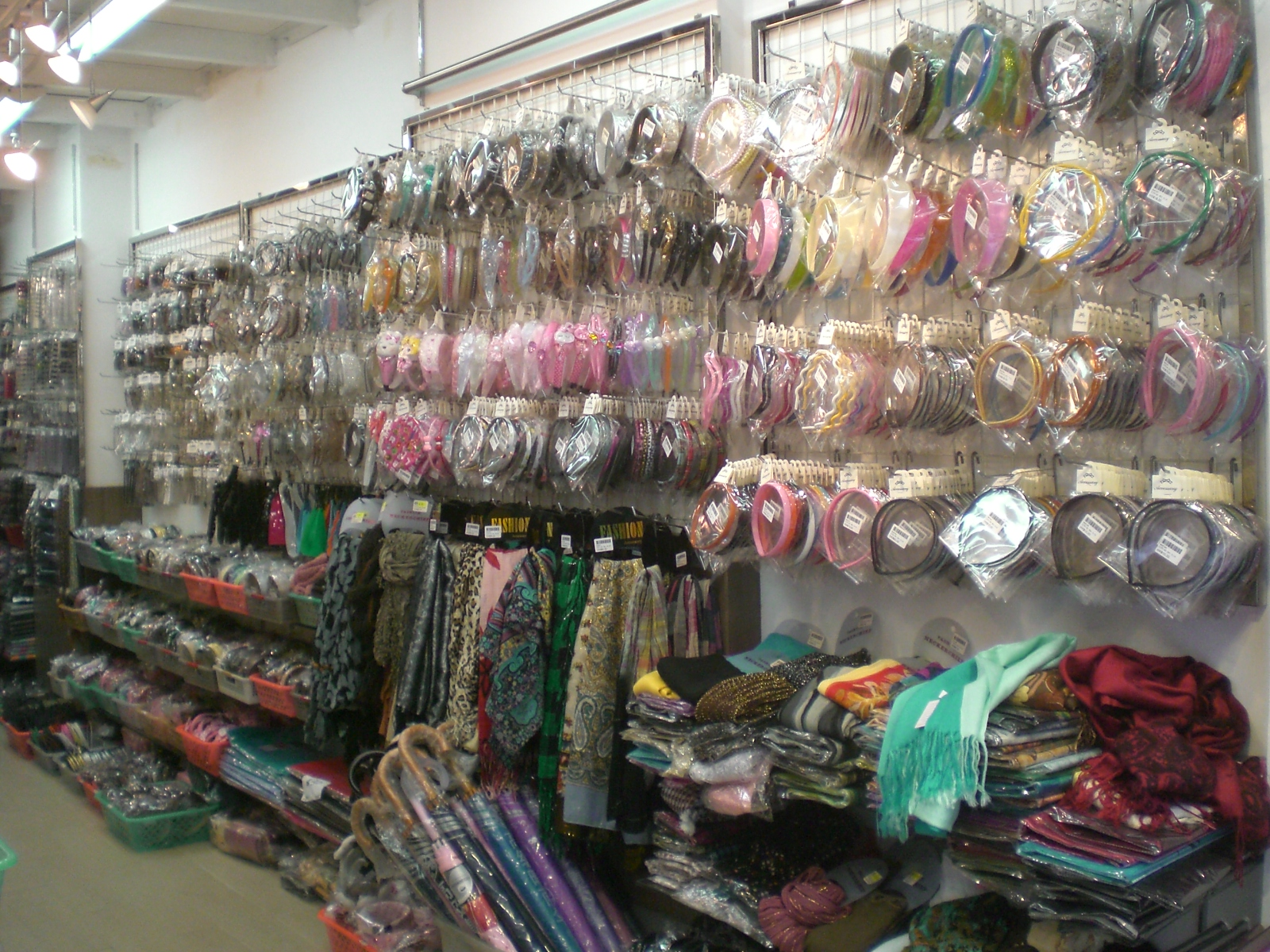
中國製造的小飾品批發

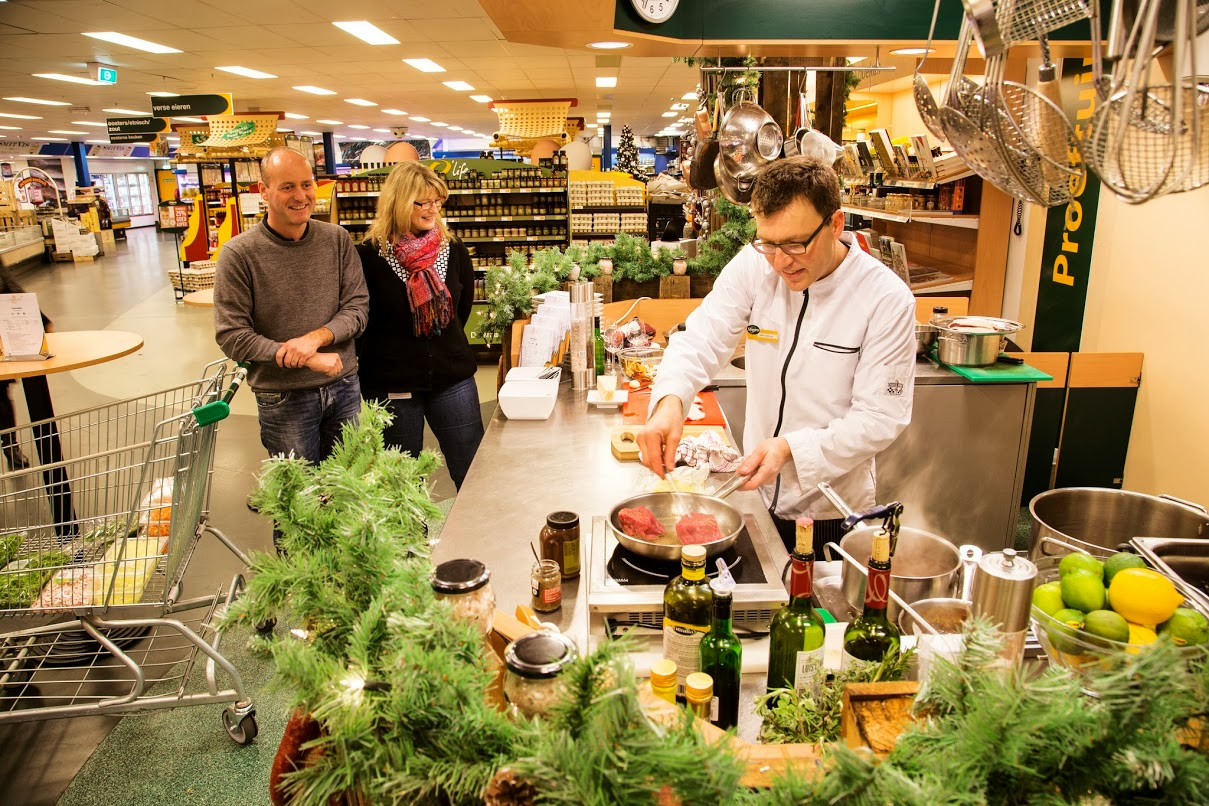
美國食品批發超市，將零售與批發在同一場所營業

批發可以透過個人進行，但更多時候是由機構（例如公司）所進行。批發商通常以代理或經紀的方式，擔當生產與銷售兩方之間的中介者。批發商購入商品後，會將商品以較大數量分類、分級後，再以較小數量（散裝）的方式包裝及分銷。批發商上游的的供應者，可能是批發商，也可能是初級生產者（例如農夫、漁民、豬農等）。批發商的活動都是為商品增值，其供應鏈的下流参與者，可能是零售商，也是商品増值者。批發商面對的供應鏈最下游為零售商，再由零售商將商品銷售給消費者。
各種商品依照所需的銷售方式，會有不同的批發層別與體系，一般分為兩層：在供應鏈最上層、與生產商從事第一手產品購入的批發業者，稱為「大盤商」；在大盤商與一般零售業者之間的批發商，則稱為「中盤商」。在長途的商品供應鏈中，可能會需要數個供應商，例如國際貿易的出口商及進口商，或者商品銷售的代理商。他們俗稱為「拆家」。
在商品增值活動中，批發商除了扮演拆貨、併貨、再包裝、分派等的物流作用之外，還有商業信貸、放款之功能，例如賣貨給零售商，給予30天或60天後的付款期。因為此角色有現金流的壓力，所以資本雄厚的企業較能成為批發商。在中小型企業發達的國家，部分中小型企業會專攻某個領域的批發交易，例如紅酒的入口批發，但必須提防大型零售商的價格控制。

## 演變
批發商因擔當商品中介的重要角色，常成為商品價格的控制者；也因掌握最多有關商品交易的資訊，而變相成為資訊不對稱現象的獲益者。為避免批發商因決定商品價格而壟斷市場，部分國家限制特定產業的商品批發（尤其是農產品），並交由公營或半公營的機構負責。
在商品供應鏈的傳統模式下，零售商的顧客、也就是商品的消費者，是不會接觸到批發者的。但隨著19世紀以來交通運輸技術改善、以及資訊科技的發展，現代直銷模式、量販店與電子商務相繼興起，使消費者可以直接與最上游的批發商、甚至生產者購買商品，也省下因商品轉手而被迫負擔的交易成本。